# 贝斯和圣阿纳斯泰斯
贝斯和圣阿纳斯泰斯（法語：Besse-et-Saint-Anastaise，法語發音：[bɛs e sɛ̃.t‿anastɛz]）是法国多姆山省的一个市镇，位于该省南部偏西，属于伊苏瓦尔区。

## 地理
贝斯和圣阿纳斯泰斯（45°30'47"N, 2°55'58"E）面积72.38 平方千米，位于法国奥弗涅-罗讷-阿尔卑斯大区多姆山省，该省份为法国中南部省份，北起阿列省接壤，东临卢瓦尔省，南至上盧瓦爾省和康塔爾省，西接科雷兹省和克勒兹省。
与贝斯和圣阿纳斯泰斯接壤的市镇（或旧市镇、城区）包括：圣维克托-拉里维耶尔、滨湖尚邦、孔潘、埃格利斯讷沃-当特赖格、皮什朗德、圣迪耶里、圣皮埃尔科拉米讷、瓦尔伯莱。

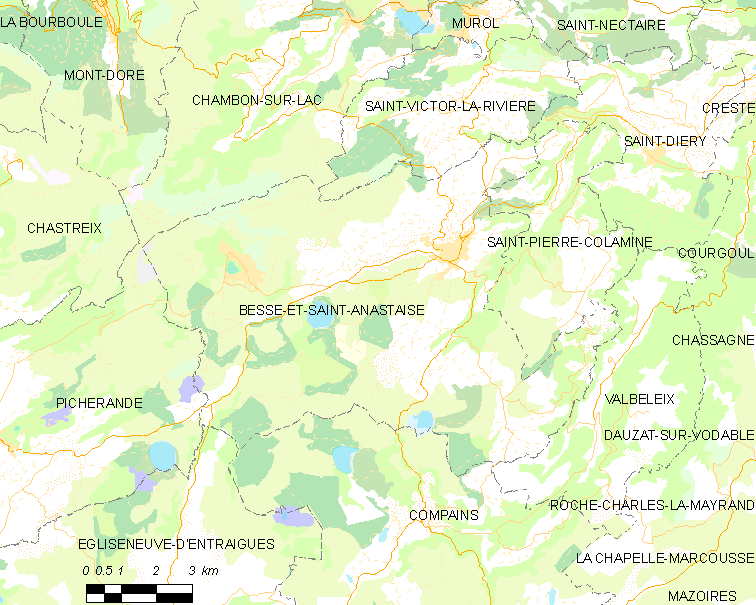
贝斯和圣阿纳斯泰斯的OSM定位图

贝斯和圣阿纳斯泰斯的时区为UTC+01:00、UTC+02:00（夏令时）。

## 行政
贝斯和圣阿纳斯泰斯的邮政编码为63610，INSEE市镇编码为63038。

## 政治
贝斯和圣阿纳斯泰斯所属的省级选区为勒桑西县。

## 人口

1962-2008年间贝斯和圣阿纳斯泰斯人口变化图示

贝斯和圣阿纳斯泰斯于2022年1月1日时的人口数量为1445人。